# 杰里姆·理查兹
杰里姆·理查兹（英語：Jereem Richards，1994年1月13日—）是一名专攻200米赛跑和400米赛跑的特立尼达和多巴哥田径短跑运动员。理查兹来自于特立尼达和多巴哥波因特福廷，就读于阿拉巴马大学。他是曾获得2012年世界室内田径锦标赛4×400米接力铜牌，和2017年世界田径锦标赛4×400米接力金牌的特立尼达和多巴哥队的一员。